# 巴甫洛夫环形山

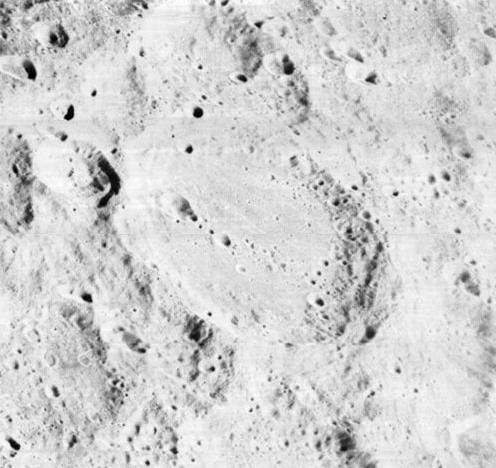
月球轨道器2号拍摄的南向斜视图

巴甫洛夫环形山（Pavlov）是月球背面南半球一座古老的大撞击坑，约形成于酒海纪，其名称取自俄罗斯生理学家伊万·彼得罗维奇·巴甫洛夫（1849年-1936年），1970年被国际天文学联合会正式批准接受。

## 描述
该陨坑西侧毗邻苏博京环形山；西北偏北靠近史塔克陨石坑；北面坐落着列维-齐维塔环形山；霍勒谢克陨石坑位于它的东侧；东北偏北和东侧分别是乌鲁布莱夫斯基陨石坑和谢尔宾斯基环形山；巴甫洛夫环形山的东南分布着奥戴环形山和赛德尔环形山；而儒勒·凡尔纳环形山和厄缶环形山则位于它的东南和西南。该环形山的中心月面坐标为28°17′S 142°24′E / 28.28°S 142.4°E，直径143公里，深度3公里。
巴甫洛夫环形山外观呈多边形状，东北和东南侧略为内凹。其外侧边缘已受侵蚀，局部地区损毁严重；外侧壁上覆盖着众多小撞击坑，东南内壁可看到残存的阶地结构痕迹。坑壁平均高出周边地形1510米，内部容积约24600立方千米。沿内侧壁和坑底分布有数座小陨坑，其中靠近东侧内壁的卫星坑巴甫洛夫 H，朝西北引伸出一串泪滴般的小链坑，直止坑底中心以东。坑内东南和西北内壁附近也各坐落着一座圆杯状的小撞击坑，但该二侧未见有其它细小的月坑，巴甫洛夫环形山的坑底地表较为平坦。

## 卫星陨石坑
按惯例，最靠近巴甫洛夫环形山的卫星坑在月图上以字母标注在该坑中心点的旁边。
| 巴甫洛夫 | 纬度    | 经度     | 直径    |
| -------- | ------- | -------- | ------- |
| G        | 29.1° S | 145.4° E | 43 公里 |
| H        | 28.6° S | 143.5° E | 18 公里 |
| M        | 32.3° S | 141.8° E | 74 公里 |
| P        | 33.7° S | 139.5° E | 44 公里 |
| T        | 28.0° S | 138.0° E | 46 公里 |
| V        | 26.7° S | 138.0° E | 38 公里 |

- 卫星坑巴甫洛夫 G形成于早雨海世[1]；

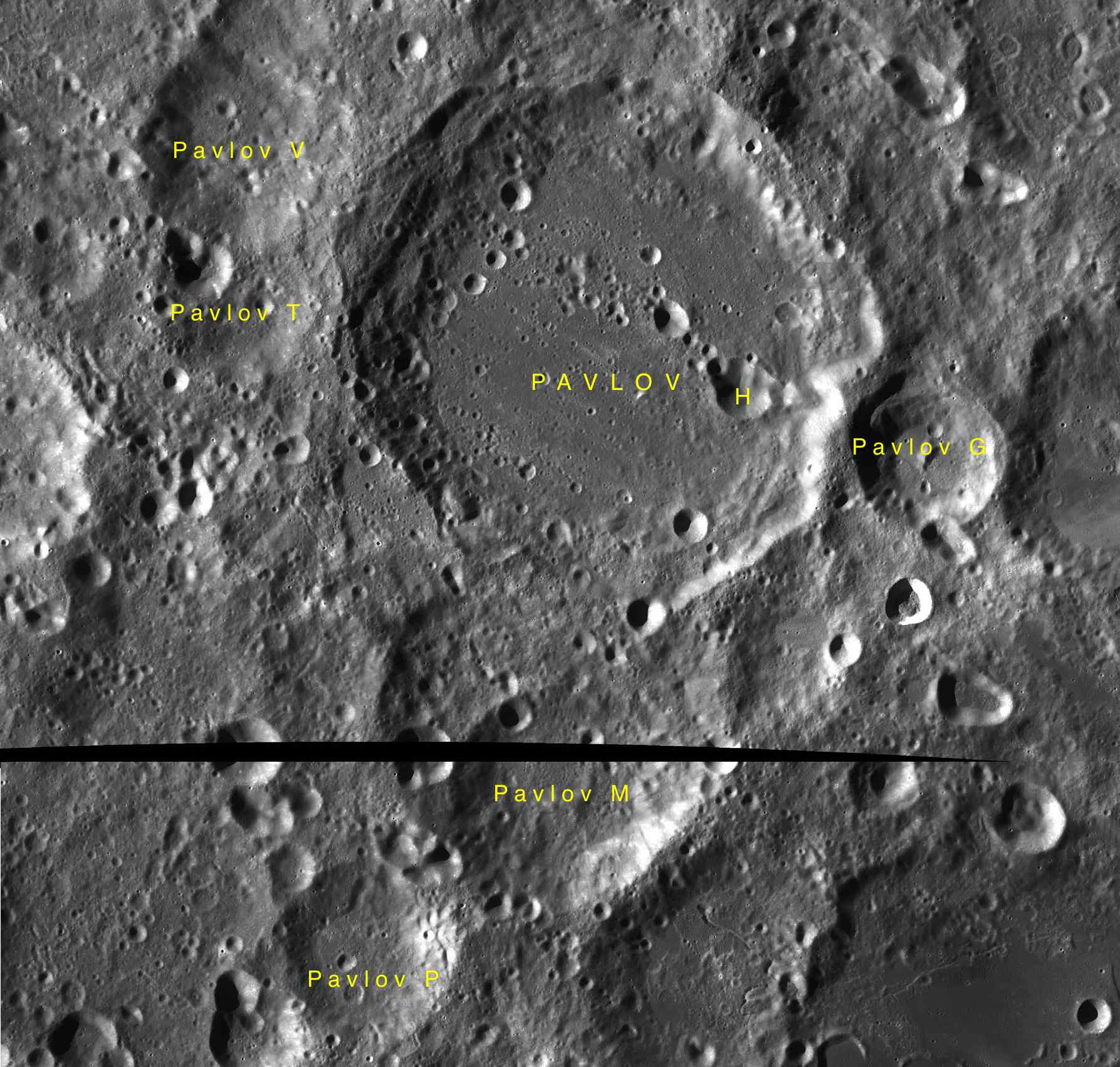
LAC-102和LAC-118拼接图

- 卫星坑巴甫洛夫 M形成于前酒海纪[1]。

## 另请参阅
- Andersson, L. E.; Whitaker, E. A. . NASA RP-1097. 1982.
- Blue, Jennifer. . USGS. July 25, 2007  [2007-08-05]. （原始内容存档于2018-12-25）.
- Bussey, B.; Spudis, P. . New York: Cambridge University Press. 2004. ISBN 978-0-521-81528-4.
- Cocks, Elijah E.; Cocks, Josiah C. . Tudor Publishers. 1995. ISBN 978-0-936389-27-1.
- McDowell, Jonathan. . Jonathan's Space Report. July 15, 2007  [2007-10-24]. （原始内容存档于2018-12-25）.
- Menzel, D. H.; Minnaert, M.; Levin, B.; Dollfus, A.; Bell, B. . Space Science Reviews. 1971, 12 (2): 136–186. Bibcode:1971SSRv...12..136M. doi:10.1007/BF00171763.
- Moore, Patrick. . Sterling Publishing Co. 2001. ISBN 978-0-304-35469-6.
- Price, Fred W. . Cambridge University Press. 1988. ISBN 978-0-521-33500-3.
- Rükl, Antonín. . Kalmbach Books. 1990. ISBN 978-0-913135-17-4.
- Webb, Rev. T. W.  6th revised. Dover. 1962. ISBN 978-0-486-20917-3.
- Whitaker, Ewen A. . Cambridge University Press. 1999. ISBN 978-0-521-62248-6.
- Wlasuk, Peter T. . Springer. 2000. ISBN 978-1-85233-193-1.